# Contrat d'autonomie
Le contrat d'autonomie est un dispositif expérimental d'insertion professionnelle développé, en France, par la Délégation générale à l'emploi et à la formation professionnelle.
Le contrat d'autonomie est expérimenté sur la période 2008-2012 avec pour objectif d'accompagner 450 000 jeunes issus de quartiers prioritaires de 35 départements français dans leur insertion durable sur le marché du travail. Sa mise en œuvre effective est confiée à des opérateurs publics (ex. Mission locale) ou des opérateurs privés de placement (ex: Ingeus).

## Objectif du dispositif
Ce dispositif, selon le gouvernement, a pour objectif de pallier les déficiences avérées de l'insertion professionnelle des jeunes issus des zones urbains sensibles. Entre 150 000 et 200 000 jeunes de moins de 26 ans sont sans emploi mais 800 000 sont inscrits à Pôle emploi. Le but de contrat d'autonomie est donc de renforcer le circuit traditionnel d'accompagnement vers une insertion professionnelle durable auprès de cette population.

## Description du contrat d'autonomie
Le dispositif se présente sous la forme d'un contrat signé entre d'un côté l'opérateur de placement et de l'autre le jeune sans emploi de moins de 26 ans et résidant en zone urbaine sensible. Dans ce cadre contractuel, l'opérateur de placement s'engage à mettre en place un accompagnement individualisé visant un accès à l'autonomie via l'emploi, la formation qualifiante ou la création d'entreprise. Le jeune bénéficiaire s'engage lui à l'assiduité, à la recherche effective d'un emploi et au respect des étapes inscrites au contrat d'autonomie. Le jeune s'engage dans ce parcours perçoit une bourse mensuelle de 300 euros.
Le contrat d'autonomie est un dispositif composé de deux étapes :
1. la première étape est celle de l'accompagnement pour la recherche d'un emploi, d'une formation qualifiante ou la création d'entreprise. Durant cette période de six mois (renouvelable une fois), le signataire bénéficie d'un coaching intensif et personnalisé, d'ateliers collectifs et de moyens mis à sa disposition par l'opérateur qui le suit pour l'aider dans sa recherche d'emploi. En complément de la bourse de 300 euros par mois, le jeune signataire peut disposer d'autres aides matérielles pour lui permettre de résoudre des problèmes qui le freinent dans sa recherche d'emploi (aide à la mobilité, garde d'enfants, etc.). Cette étape du contrat prend fin dès que le signataire accède :
- Soit à un emploi dit durable (CDI, CDD ou contrat de travail temporaire d'une durée supérieure ou égale à six mois),
- soit crée son entreprise,
- ou soit accède à une formation professionnelle qualifiante

2. La seconde étape concerne les six premiers mois de l'embauche, de la création de l'entreprise ou de la formation du signataire. L'opérateur de placement est financé selon des critères de résultat, c'est-à-dire en fonction du nombre de jeunes accompagnés qui ont trouvé une insertion professionnelle durable. En cas d'échec du contrat, l'opérateur doit s'assurer que le jeune suivi est bien repris en charge dans le cadre traditionnel de la recherche d'emploi.

## Chiffres Clés
Les résultats du contrat d'autonomie au 2 novembre 2009 communiqués par le Ministère du Travail sont les suivants : 16 412 contrats ont été signés dont 10 125 sont en cours de contrat. Sur les 6287 contrats signés et terminés, 1701 se sont conclus par une sortie positive (soit un taux de réussite de 27 %).